# Bassam Abu Sharif
Pour les articles homonymes, voir Sharif.
Bassam Abu Sharif, né en 1946 à Jérusalem, est un homme politique palestinien.

## Biographie
Après avoir été un des dirigeants du FPLP (Front populaire de libération de la Palestine) de Georges Habache, Bassam Abu Sharif est devenu par la suite un des plus importants conseillers de Yasser Arafat. À cette période, il était également un des responsables de la presse de l'OLP, l'Organisation de libération de la Palestine.
Au début des années 1970, le F.P.L.P. a été un des principaux organisateurs de détournements d'avions à partir d'aéroports du monde entier. On a souvent attribué à Bassam Abu Sharif le fameux détournement simultané de plusieurs Boeing 707 vers Zarka (désert jordanien) en septembre 1970 (3 détournements réussis PanAm, TWA, Swissair et un qui échouera : un avion d'El Al dans lequel Leila Khaled sera capturée). Une fois les avions vidés de leurs passagers et de leurs équipages, ces Boeing ont été dynamités. 
Ces événements ont conduit à l'expulsion de l'OLP de la Jordanie, par le roi Hussein après de sanglants combats. Ces combats sont connus sous le nom de "Septembre noir".
À la fin des combats de Jordanie, Bassam Abu Sharif se réfugie à Beyrouth où il assure notamment la rédaction en chef du magazine Al-Hadaf publié par le F.P.L.P. après l'assassinat par voiture piégée de Ghassan Kanafani (1972). La même année, Bassam Abu Sharif est victime d'un livre piégé : les "mémoires de Che Guevarra" dans lequel une bombe a été introduite. Il perd dans cet attentat attribué aux services israéliens, le Mossad, un œil, une oreille et quatre doigts... mais il est vivant.
Le F.P.L.P. abandonne les détournements d'avion et Bassam Abu Sharif se rapproche petit à petit du Fatah. En 1981, il est exclu du Bureau Politique et du Bureau des Relations Extérieurs du F.P.L.P. puis du Front populaire de libération de la Palestine en 1987.
À cette époque, à Tunis, il est déjà un des conseillers écoutés de Yasser Arafat.
À l'inverse de ce que préconisait le F.P.L.P. -un seul État pour les deux peuples- Bassam Abu Sharif a travaillé à la préparation des accords d'Oslo sur la base des deux États indépendants qui conduisent à la reconnaissance d'Israël par Yasser Arafat et l'OLP.
En 1995, il rédige avec Uzi Mahnaimi, ancien officier des services secrets israéliens, "Ennemis en Terre promise".
En 1996, Bassam Abu Sharif est à Ramallah, où il conseille le Président de l'autorité palestinienne

## Ouvrages
- "ENNEMIS EN TERRE PROMISE" "Un Israélien Un Palestinien de la guerre sans merci à la paix des braves journal à deux voix" Bassam Abu Sharif/Uzi Mahnaimi -1999- Robert Laffont - (ISBN 2221081005-)